# Getulândia
Getulândia é um distrito do município de Rio Claro, no estado do Rio de Janeiro.

## História
O povoado que deu origem ao distrito se desenvolveu ao redor da estação Capelinha da Linha Tronco da antiga Rede Mineira de Viação, inaugurada em 21/04/1924. Recebeu o nome atual no ano de 1938, em homenagem ao ex-presidente Getúlio Vargas.
O distrito foi criado pelo Decreto-Lei Estadual nº 1056 de 31/12/1943.

## Geografia

### Localização
Localiza-se às margens da RJ-139 e da ferrovia que liga Angra dos Reis ao sul de Minas Gerais, na divisa do Rio de Janeiro com o estado de São Paulo, próximo ao distrito de Rancho Grande.

### População
Pelo Censo 2010 (IBGE) a população total do distrito era de 1 284 habitantes, e a população urbana era de 670 habitantes.